# Liparis brunneolobata
Liparis brunneolobata là một loài thực vật có hoa trong họ Lan. Loài này được Kerr mô tả khoa học đầu tiên năm 1933.